# تک‌شاپ
تک‌شاپ نرم‌افزار آزادی برای ویرایش تک است که برای مک اواس ارائه شده‌است. این نرم‌افزار تحتِ اجازه‌نامه‌ٔ گنو منتشر می‌شود. این نرم‌افزار توسط ریاضی‌دان آمریکایی «ریچارد کخ» توسعه یافته‌است. «تک شاپ» براساس بسته‌ٔ «تک‌ویو» مدل شده‌است که «NeXTstep» ارائه کرد بود. «تک‌شاپ» برای مک اواس اکس و براساس رابط گرافیکیِ آکوآ توسعه و توانایی ایجاد فایل پی‌دی‌اف را فراهم می‌کرد، میشیرو شیشیکورال قابلیت‌های آن را با افزودن امکان انتقالِ عبارات ریاضی به کی‌نت، افزایش داد. عدم توانایی تک‌شاپ برای خدمتِ «eq -> eps » که تک‌ویو لازم داشت، منجر به ایجادِ LaTeXiT.app شد؛ که این امکان را پشتیبانی می‌کرد. تک‌شاپ برای اجرا نیاز به حضورِ «تک» در سیستم دارد. این بسته اکنون توسط بسته‌ٔ «مک‌تک» برای مکینتاش ارائه می‌شود.
این برنامه (نسخه‌ٔ ۱.۱۹) برنده‌ٔ جایزه‌ٔ بهترین برنامه‌ٔ متن‌بازِ انتقال یافته شده (یعنی برنامه‌ایی که برای سیستم‌عامل دیگری وجود دارد و برای سیستم عامل دیگری نیز عرضه شود ). این جایزه برای توانایی نمایش اسناد علمی و فنی در قالب تک به آن داده شد. در حقیقت تک‌شاپ به کمکِ «pdfsync.sty» می‌توانست تا بین منبع سند و پیش‌نمایشِ فایل خروجی به راحتی جابجا شود. از تک‌شاپِ ۱.۳۵ به بعد امکان کار با چندین سند به کمکِ دستور «\include» فراهم شد. همچنین پشتیبانی از زی‌تک نیز فراهم شد.
نسخه‌ٔ تک‌شاپ برایِ «مک اواس ببر» توانایی پرش از منبع به پی‌داف به کمک امکانات جستجویِ داخلی پی‌دی‌اف ارائه شد و دیگر نیازی به «pdfsync.sty» برای اینکار نبود. از نسخه‌ٔ ۲.۱۸ پشتیبانی از سینک‌تک به آن اضافه شد. این فناوری امکان پرش از کدِ منبع به پی‌دی‌اف و برعکس را فراهم می‌کرد. نسخه‌ٔ ۲.۲۶ به شکل «کاملاً باینری» ارائه شد که برای اجرا نیازمندِ مک‌اواس ۱.۴.۳ یا بعد از آن بود. نسخه‌ٔ ۲.۲۸ در ۷ نوامبر ۲۰۰۹ و به عنوانِ بخشی از تک لایو در بسته‌ٔ مک‌تک ۲۰۰۹ منتشر شد. برای کاربران مک‌اواس ۱۰.۲ و ۱۰.۳ هنوز امکان دسترسی به تک‌شاپ وجود دارد.

## پیوند
- وبگاه رسمی
- فروم پشتیبانی در ApfelWiki
- نصبِ تک‌شاپ (TUG 2001 Proceedings)
- تک‌شاپ در ۲۰۰۳ (TUG 2003 Proceedings)